# Протовча
Протовча, Проточа, Проточі — давня річка, ліва притока Дніпра. Була системою проток, озер і болот. Протовча була природною системою плавнів. Приблизна довжина основної протоки 65-70 км від Могилева до центральної частини лівобережного Дніпра з численними озерами й річками Журавка, Гнилокіш та Шпакова, що були системою протоків Протовчі.
Річка була місцем перехованки, рибалки і полювання давніх народів, бродників і згодом запорожців. За річкою була названа Протовчанська паланка Запорозького Кошу.
З побудовою Середньодніпровської ГЕС у 1964 році, щоб запобігти затопленню водами Кам'янського водосховища низин річки Оріль було вирішено перекрити її гирло і прорити канал у долині Протовчі, щоб води Орелі плинули самопливом до гирла Протовчі поблизу Сугаківки (сьогодні — південна частина селища міського типу Обухівка (Дніпровський район). Вириття каналу, що зараз називається «новим руслом Орелі», призвело до обміління і заболочення колишніх проток Протовчі.
За теорією геологів Протовча була древнім руслом Орелі, що змінила своє русло у навпростець до Дніпра.
Головною притокою (лівою) була річка Чаплинка. Правою притокою була зникла річка Буркут (від неї у нижній течії залишився меандр).